# بانو كشسب بنت رستم
بانو كشسب (بالفارسية: بانوگشسب) هي بطلة أسطورية فارسية مهمة في أسطورة الشاهنامه وهي بطلة مهمة في الأساطير الإيرانية. هي بنت رستم وأخت سهراب وحفيدة زال.